# Mont Queen Bess
El Mont Queen Bess és una muntanya de les Muntanyes de la Costa, a la província de la Colúmbia Britànica, al Canadà. El cim s'eleva fins als 3.298 msnm i té una prominència de 2.355 metres. Es troba a l'oest del llac Chilko i al sud del llac Tatlayoko i corona una carena amb pics al nord del camp de gel Homathko. La muntanya rep el nom de la reina Isabel I d'Anglaterra.
La primera ascensió del cim la feren Don Munday, Phyllis Munday i H. Hall el 1942.